# Дрийм Тиътър
„Дрийм Тиътър“ (Dream Theater) е прогресив рок / прогресив метъл група от Бостън, Съединени американски щати.
Създадена е през 1985 г. под името „Маджести“ от тримата студенти Джон Петручи, Джон Миунг и Майк Портной от Музикалния колеж Бъркли в Бостън. „Дрийм Тиътър“ е сред най-изтъкнатите представители на жанра прогресив метъл. За музиката на групата са характерни необичайната структура на композициите със смяна на ритъма, сложните инструментални партии и високото изпълнителско майсторство на музикантите.

## Дискография

### Студийни албуми
- When Dream and Day Unite (1989)
- Images and Words (1992)
- Awake (1994)
- Falling into Infinity (1997)
- Metropolis Pt. 2: Scenes from a Memory (1999)
- Six Degrees of Inner Turbulence (2002)
- Train of Thought (2003)
- Octavarium (2005)
- Systematic Chaos (2007)
- Black Clouds & Silver Linings (2009)
- A Dramatic Turn of Events (2011)
- Dream Theater (2013)
- The Astonishing (2016)
- Distance over Time (2019)
- A View from the Top of the World (2021)
- Parasomnia (2025)

### Мини албуми
- A Change of Seasons (1995)
- Wither (2009)

### Концертни албуми
- Live at the Marquee (1993)
- Once in a LIVEtime (1998)
- Live Scenes from New York (2001)
- Live at Budokan (2004)
- Score (2006)
- Chaos in Motion 2007-2008 (2008)
- Live at Luna Park (2013)
- Breaking the Fourth Wall (2014)
- Distant Memories - Live in London (2020)

### Сборни албуми
- Greatest Hit (...And 21 Other Pretty Cool Songs) (2008)

### Кавър албуми
- Master of Puppets (CD)
- The Number of the Beast (CD)
- The Dark Side of the Moon (CD/DVD)
- Made in Japan (CD)
- Uncovered 2003–05 (CD)

## Членове

### Настоящи членове
- Джеймс Лабри – вокали, перкусия (1991 – )
- Джон Петручи – китара, беквокали (1985 – )
- Джон Миунг – бас китара, стик на Чапман (1985 – )
- Майк Портной – барабани, перкусия, беквокали (1985 – 2010, 2023 – )
- Джордан Рудес – клавир, континуум, китара (1999 – )

### Предишни членове
- Майк Манджини – барабани (2010 – 2023)
- Дерек Шериниън – клавир (1994 – 1999)
- Кевин Мур – клавир (1985 – 1994)
- Чарли Доминичи – вокал (1987 – 1990)
- Крис Колинс – вокал (1985 – 1986)

## Дрийм Тиътър в България[1][2]
- 3 юли 2002 – София
- 3 юли 2009 – Каварна
- 29 юли 2014 – София
- 3 юли 2019 – София
- 30 май 2022 – София
- 20 и 21 юли 2025 -- Пловдив